# 1993年飓风艾米莉
飓风艾米莉（英語：Hurricane Emily）是1993年在北卡罗莱纳州外滩群岛引发创纪录的洪灾，但却自始至终位于海上的一场大型飓风。系统源于8月22日小安的列斯群岛东北方向的一股东风波，是这年大西洋飓风季第5场获得命名的风暴和首场飓风。气旋向西北方向移动，于8月25日增强成热带风暴，然后在百慕大东南方向基本停止移动。之后艾米莉回转西南，但很快又恢复向西北方向前进并增强成飓风。8月31日晚，风暴在逼近北卡罗莱纳州期间达到风力时速185公里的最高强度。艾米莉的风眼虽有部分从外滩群岛的哈特拉斯岛上空经过，但其物理中心距海岸最近时也还有37公里。飓风逐渐减弱，朝东北方向远离海岸，之后又转向东进。此后艾米莉在百慕大东北方向再度止步不前，最终于9月6日在纽芬兰岛东南方向洋面消散。
面对风暴威胁，北卡罗莱纳州大部分沿海地区接获飓风观察预警，警告范围还向北延伸到特拉华州。奥克拉科克岛和哈特拉斯岛实行强制撤离，致使16万人在繁忙的劳动节周末流离失所，旅游业收入损失达1000万美元。两岛共有约1600居民在风暴来袭前离开家园，应急官员则留了下来。大部分疏散人员选择前往酒店或亲朋好友家暂避，弗吉尼亚州东南部的商业收入因此大幅提升，当地受到的风暴影响也很小。由于气象机构对艾米莉移动路线的预测结果存在不确定性，弗吉尼亚州、马里兰州、特拉华州和纽约州法尔岛都有人员疏散。
艾米莉虽然绕过了外滩群岛，但由于此时恰逢月圆，强风与高涨的海潮共同作用，在帕姆利科湾沿线引发严重洪灾。戴尔县巴克斯顿的水位超过洪水警戒水位达3.21米之多，包括哈特拉斯在内的多个村庄被完全淹没。风暴还刮倒了数以千计的树木，令553套房屋严重受损，其中168套被彻底摧毁，导致哈特拉斯角约四分之一的人口无家可归。整个北卡罗莱纳州受到的结构性破坏估计价值3500万美元。此外，北卡罗莱纳州和弗吉尼亚州海岸沿线共有3名泳客因风暴溺毙。

## 气象历史
飓风艾米莉源于非洲一股于1993年8月17日经过佛得角群岛的东风波，在穿越大西洋期间逐渐发展，于5天后在波多黎各东北偏东方向约1300公里海域发展出闭合气旋式环流，美国国家飓风中心将其归类为热带低气压。低气压向西北方向移动，其组织结构在接下来数天内一直都很混乱，环流中心杂乱无章，雷暴时断时续且相对分散，这一定程度上是因为受到北侧上层低气压产生风切变的不利影响。8月25日，低气压因受逐渐减弱的转向气流影响而基本停止移动。随着上层大气环境朝有利于热带气旋发展的方向转变，飓风猎人侦察机发现系统内的持续风速异常之高，表明气旋已经迅速增强至强烈热带风暴强度，美国国家飓风中心因此将其命名为“艾米莉”（Emily）。次日，该机构根据另一架侦察机测得的每小时120公里风速而把风暴升级成飓风。
成为飓风时，艾米莉的中心位于佛罗里达半岛以东约1600公里海域，并在百慕大以南较远处经过。8月27日，气旋因北侧的高压脊逐渐成形而转向西进。这天，艾米莉的风速在热带风暴和飓风标准间反复波动，但到8月28日又恢复强化趋势，并发展出有利的上层外流。气旋行经洋面水温较高，在卫星图像上变得越来越清晰，风眼内的气压也稳步下降。8月29日，前述高压脊的南部边缘被短波槽侵蚀，艾米莉因此回转向西北方向前进。美国国家飓风中心表示艾米莉的移动路线存在不确定性，南、北卡罗莱纳州和中大西洋地区都有可能受到飓风的直接袭击。随着高气压在北卡罗莱纳州近海再度成形，风暴于8月30日短暂转向西北偏西，然后再开始以长距离弧形路径向北面移动。美国国家飓风中心这时预计艾米莉会保持在海上，但还是有一个热带气旋预测模型认为飓风会登岸。
8月31日清晨，侦察机测得的数据表明艾米莉已经达到萨菲尔-辛普森飓风等级下的二级飓风标准，并且由于所在海域水温较高，系统还有可能继续强化。当晚，侦察机又报告风暴已经达到风速每小时185公里，达到三级飓风标准，成为本季首场大型飓风。侦察机还测得时速245公里的飞行高度层风速。艾米莉达到最高强度时，其中心坐落在哈特拉斯岛（Hatteras Island）以东约37公里洋面，并且正在转向北上。风眼直径约为75公里，其中有一部分从哈特拉斯岛和帕姆利科湾（Pamlico Sound）经过，虽然没有登陆，但仍属于直接袭击。吹袭外滩群岛后，艾米莉继续沿大规模高气压区边缘移动，转向东北并进入水温较低的海域。不过，飓风的风眼仍然非常清晰，风暴强度在9月2日也没有大幅回落。当晚，气旋受附近的低压槽影响而突然向东大幅转向。海域上空的风切变增多，艾米莉因此减弱，眼状特征也迅速消散。9月3日，飓风转向东南，并在百慕大东北方向约800公里洋面降级成热带风暴，对流这时也已显著恶化。艾米莉的移动速度再次大幅放缓，于9月4日晚弱化成热带低气压，只有中心附近还有少量雷暴残存。低气压加速向东北方向移动，于9月6日转变成温带气旋，并且很快就逐渐消散。

## 防灾措施

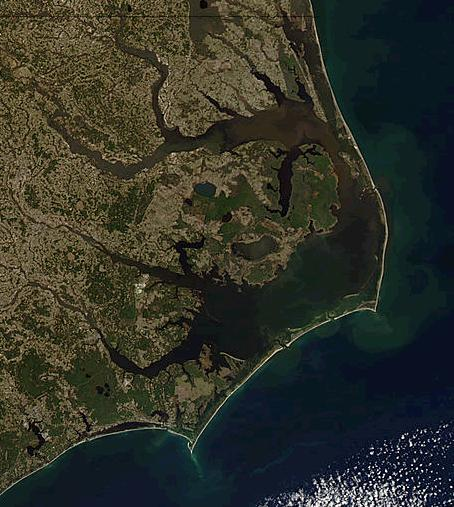
外滩群岛

美国国家飓风中心对艾米莉的预测基本准确。8月29日，该机构在风暴到达距陆地最近位置两天前向南卡罗莱纳州罗曼角（Cape Romain）到特拉华州芬威克岛之间地区发布飓风观察预警，预警范围还包括北卡罗莱纳州的阿尔伯马尔湾（Albemarle Sound）和帕姆利科湾地区，以及帕塔克森特河以南的切萨皮克湾。次日，南卡罗莱纳州霍里县利特尔里弗（Little River）以南地区的飓风观察预警予以中止。8月30日，博格水湾到北卡罗莱纳州和弗吉尼亚州边境之间地区接获飓风警告，并于次日延伸至特拉华州亨洛彭角（Cape Henlopen）艾米莉转向远离海岸后，所有观察预警和警告均予取消。
北卡罗莱纳州政府原计划在艾米莉逼近的同一个星期执行为期两天的应急演习，虽然演习也涉及飓风袭击的情况，但风暴来袭仍导致演习推迟。8月29日，政府建议外滩群岛居民自愿撤离，距气旋来袭还有不到36小时的时候，政府在海德县的奥克拉科克岛（Ocracoke Island）和哈特拉斯岛实行强制撤离。共有16万人（其中大部分是游客）从外滩群岛疏散，占当地人口总数的90%。疏散过程只用了12小时，高速公路巡警令158号美国国道和莱特纪念大桥（Wright Memorial Bridge）只能朝远离海岸的方向通行，此举令人员撤离的速度大幅提高。哈特拉斯岛的约1000居民和奥克拉科克岛的约600居民在风暴来袭前离开家园。美国海岸警卫队将人员疏散到大陆，只留下一名骨干成员维护设施。美国国家公园管理局在风暴来袭两天前就关闭了奥克拉科克岛上的露营地。北卡罗莱纳州东南部也有多个城镇疏散，整个区域的许多学校关闭。
由于气象机构的预测结果存在不确定性，艾米莉有转向东北的可能，弗吉尼亚州州长道格拉斯·怀尔德（Douglas Wilder）宣布全州进入紧急状态，并下令国民警卫队待命。弗吉尼亚海滩官员建议住在海滨及低洼地区的居民疏散，位于切萨皮克湾的阿可麦克县丹吉尔岛（Tangier Island）发布强制撤离令。政府还建议住在移动房屋或正在露营的居民前去避难所。弗吉尼亚州至少有750人离开家园，其中711人住进风暴避难所。诺福克国际机场关闭了13小时，铁路运输也予暂停。北面马里兰州大洋城官员在气旋逼近前宣布进入一级警戒状态，并建议游客离境。马里兰州海岸有约10万人撤离，3600人躲进风暴避难所。特拉华州有892人在自愿撤离后躲进风暴避难所。新泽西州多个海滩因大浪的威胁而关闭。纽约州法尔岛（Fire Island）有约2万人疏散。美国大西洋海岸面对艾米莉的威胁共开设了33个应紧避难所，不过，大部分撤离人员还是选择前往酒店或亲朋好友家躲避。
联邦紧急事务管理局对飓风的防灾准备工作提供协调和帮助。美国国防部将此前已在1993年美国大洪水期间使用的发电设备送到位于北卡罗莱纳州的布拉格堡（Fort Bragg），美国农业部则在风暴可能袭击的地区储存食品。外滩群岛的电力公司切断供电，降低设施受损和人员触电的风险。诺福克海军基地有28艘舰船开到海上避开风暴，飞机也撤至别处，非必要人员回家待命。北卡罗莱纳州政府在艾米莉来袭前宣布不会设立州救灾基金，而是依靠包括美国红十字会和救世军这样的民间救济组织。美国国家公园管理局预先安排60名工作人员准备电锯，帮助清理倒落的树木。飓风来袭时正逢繁忙的劳动节周末，旅游业因此遭受了约1000万美元的业务损失。不过，许多疏散人员待在弗吉尼亚州东南部，令当地周末的商业收入大幅增加。

## 影响

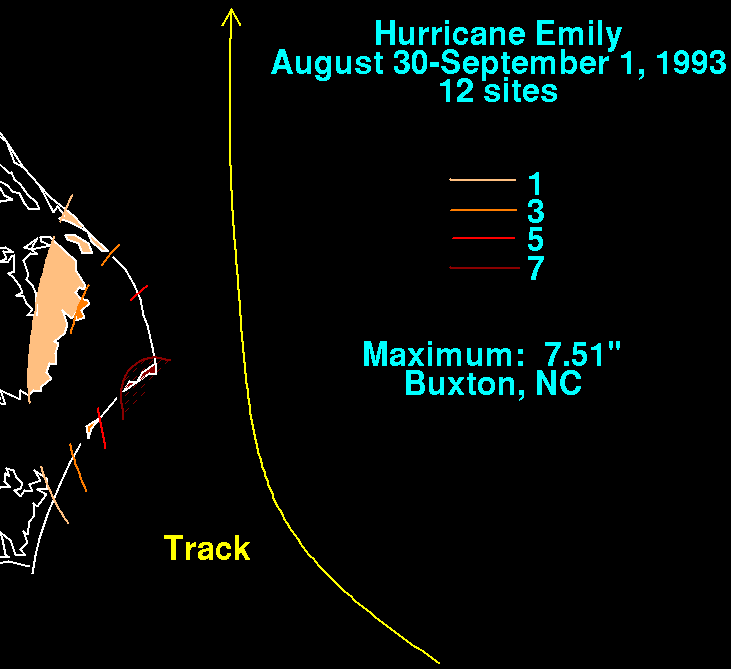
艾米莉产生的降水分布

### 北卡罗莱纳州
艾米莉逼近北卡罗莱纳州外滩群岛期间，位于哈特拉斯角近海的钻石浅滩灯塔（Diamond Shoal Light）测得每小时159公里的2分钟持续风速，阵风时速则达到237公里。距海岸更近的帕姆利科湾地面风速达到每小时185公里。美国国家气象局驻戴尔县巴克斯顿（Buxton）办事处测得的持续风速为每小时96公里，阵风时速则达到158公里，之后风速测量仪器因有水灌入而失效，所以实际数值可能更高。位于某商业大楼的风速测量站测得时速172公里的阵风，这一数据虽然可靠，但不属于官方纪录。飓风在此期间的移动速度较为缓慢，所以上述狂风持续了好几个小时。外滩群岛还可能出现两场龙卷风。哈特拉斯岛南侧正逢涨潮，风暴袭击期间，巴克斯顿出现高达3.1米的风暴潮。大浪引发中等程度的海滩侵蚀，程度可与冬季风暴相提并论。艾米莉在外滩群岛产生的降雨量也比较多，其中又以巴克斯顿最高，有191毫米。更为内陆的地区降雨量很小，蒂勒尔县冈姆内克（Gum Neck）测得的雨量仅有25毫米。
气旋造成的总体破坏程度不及预期，破坏范围基本局限在戴尔县和海德县的多个屏障岛。哈特拉斯岛有27公里范围区域受到风暴引发的严重洪灾影响。艾米莉来袭时适逢满月引发强烈潮汐，狂风令帕姆利科湾的水流南下，大陆海岸水平面下降的同时，有多个屏障岛被淹，相比之下，这些岛靠海一面出现的潮汐洪灾则非常轻微。弗里斯科（Frisco）和哈特拉斯沿帕姆利科湾的水位比正常水平要高出2.6米，超过8年前飓风格洛丽亚所创纪录，有可能是1899年圣奇里亚科飓风后当地出现的最高水位。巴克斯顿的水位上涨速度一度达到每小时0.9到1米，超出洪水警戒水位达3.21米之多，包括哈特拉斯在内的多个村庄被完全淹没。哈特拉斯角国家海岸沿线只有最高的沙丘仍然保持干燥，巴克斯顿以北的部分沙丘地段几乎被水冲走。洪灾比预测的百年一遇程度还要高0.3至0.6米，冲破许多窗户并灌入房屋，一些还留在家中的居民只能经阁楼逃离，戴尔县紧急行动中心的官员也因洪水入侵被迫撤离。美国国家气象局驻哈特拉斯角办事处被淹，这在该办事处自1957年设立以来还是破天荒的头一遭，其中的雨量图表和天线都受到持续性的破坏。许多停在游船码头的船只沉没，数百辆停在街头及停车场的汽车被洪水带走，被淹的警车因线路受损而不断发出警笛。更偏北面的地区中基本上只有奥克拉科克岛受到风暴影响。
艾米莉产生的狂风摧毁了许多屋顶，还刮倒了数以千计的树木，令大量输电线缆中断，还有很多广告牌和屋棚受损。位于邦纳大桥（Bonner Bridge）以南的城镇全部停电，至少有1500人受影响，巴克斯顿也在主管线受损后失去供水。
狂风和洪水的共同摧残导致外滩群岛有553套民宅无法居住，其中168套完全被毁，3套被水冲走，被毁的房屋中有6套是海岸警卫队所有。受损最严重的房屋大部分都是老旧的民房，或是没有达到规范要求的建筑。哈特拉斯有约25%的居民流离失所。哈特拉斯角学校遭受了价值约310万美元损失，1.2米深的洪水摧毁了学校的许多计算机和教科书。12号高速公路因潮汐洪灾、沙子和瓦砾的共同影响被迫封闭，道路沿线的交通信号灯受损，有两截路段被倒塌的树木阻塞。路上还出现多个沉洞，其中部分有3辆汽车大小。估计整个北卡罗莱纳州共因这场风暴遭受了价值3500万美元的破坏，其中大部分都发生在哈特拉斯岛，并以亚冯村以南情况严重。戴尔县小镇纳格斯黑德（Nags Head）有两人前往已经关闭的海滩游泳，最终因遭遇大浪丧生，还有1人在从洪水淹没的家中逃出时受伤。

### 其它地区
飓风艾米莉对北卡罗莱纳州以外地区造成的影响较小，切萨皮克湾隧桥的阵风时速约为59公里。位于风暴北面的马里兰州大洋城测得71毫米降水。向南远至南卡罗莱纳州的查尔斯顿都测得高于正常水平的潮汐，更北面地区的潮汐也有上涨，切萨皮克湾隧桥和特拉华州刘易斯的风暴潮分别有0.37和0.18米高。大浪致使弗吉尼亚州海岸出现海滩侵蚀，弗吉尼亚海滩的桑布里奇（Sandbridge）沿海地区因海浪引发轻度洪灾，当地1名泳客因强烈的拍岸浪和暗流溺亡。艾米莉引发州内多地停电，汉普顿锚地隧桥和约5000位市民受到影响。纽波特纽斯的里霍尔（Lee Hall）有一幢房屋的屋顶因闪电起火。弗吉尼亚州此时正遭受持久的旱期影响，飓风产生的少量降水还不足以大幅缓解旱情。此外，纽约州法尔岛也因恶劣海况和高涨的海潮引起沿海洪灾。

## 善后

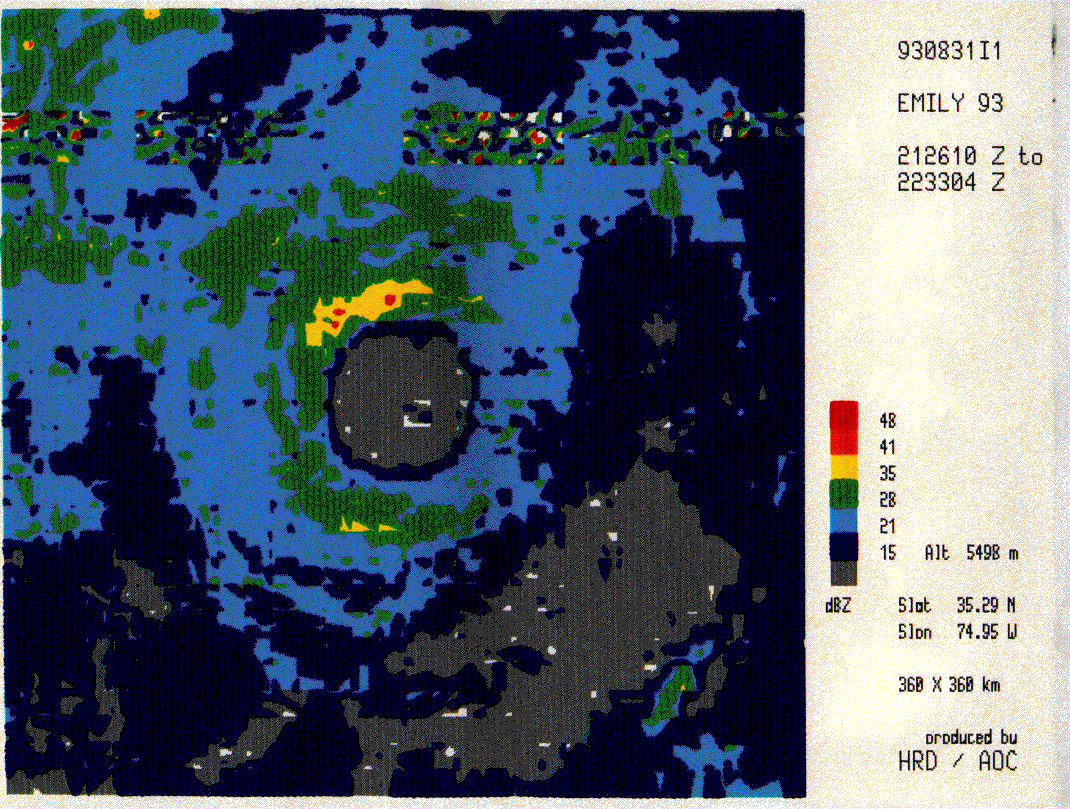
8月31日，飓风艾米莉逼近外滩群岛时的雷达图像。

艾米莉产生的陆上风速减缓后，多个评估组前去评估飓风产生的破坏程度。联邦紧急事务管理局将风暴对北卡罗莱纳州选民的威胁告知该州国会议员，该机构之后因在防灾准备工作上的及时应对赢得赞誉。9月1日，外滩群岛的所有机场都已重新开放。面对大范围地区的停电情况，供电公司派直升机前往相应地区评估损失。预计停电情况会持续两个星期。另外，有6辆应紧车辆被派往戴尔县提供饮用水。
9月3日，北卡罗莱纳州州长吉姆·亨特（Jim Hunt）宣告该州为灾区，时任总统比尔·克林顿则在1周后宣告戴尔县为联邦灾区，当地居民因此可以申请联邦援助，地方政府也可以在重建公共建筑方面请求联邦政府援助。联邦紧急事务管理局向亚冯（Avon）的444人提供了约100万美元住房援助金，还批准153笔申请提供了约40万美元个人补助。小型企业管理局一共收到812笔小型企业贷款申请。
9月1日，多个避难所已经关闭，居民相继返回家园，不过哈特拉斯岛在接下来几天里仍然没有向公众开放，只允许应急工作人员进出。哈特拉斯多个地方企业受到打击，当地失业率因此上扬，许多餐馆因冰箱在风暴期间失去供电导致食品变质。居民家中因风暴破坏产生的各种垃圾堆放在公路上，这其中又以12号高速公路情况突出，工作人员随即进行清理。这条高速公路经过抢修很快就恢复通行，修复成本约有100万美元。艾米莉过后不到两周，许多企业已恢复运营，清理工作已经展开，哈特拉斯岛重新向游客开放。当地的清理作业持续时间从数周到数月不等。飓风过去3个月后，哈特拉斯角供水中的含氯量因海水侵入而从原本的每升40毫克上升到280毫克，又过了3个月才恢复之前浓度。约50位屋主已经重新建好足以抵御将来类似灾害的房屋，所花费的资金部分来自洪灾保险赔偿金。